# Kevin Seitzer
Kevin Lee Seitzer (né le 26 mars 1982 à Springfield, Illinois, États-Unis) est un instructeur et ancien joueur de baseball.
Il évolue en Ligue majeure de baseball de 1986 à 1997, notamment pour les Royals de Kansas City et les Brewers de Milwaukee. Seitzer, un joueur de troisième but, honore deux invitations au match des étoiles, en 1987 avec les Royals et 1995 avec les Brewers. Il mène la Ligue américaine pour les coups sûrs à sa saison recrue en 1987 et maintient une moyenne au bâton de ,295 au cours de sa carrière.
Depuis la saison 2015, Kevin Seitzer est l'instructeur des frappeurs des Braves d'Atlanta. Il a précédemment occupé cette même fonction chez les Diamondbacks de l'Arizona, les Royals de Kansas City et les Blue Jays de Toronto.

## Carrière de joueur
Joueur des Panthers de l'université Eastern Illinois, Kevin Seitzer est repêché au 11e tour de sélection par les Royals de Kansas City en 1983. Il joue son premier match dans le baseball majeur avec ce club le 3 septembre 1986. Le joueur des Royals est l'une des meilleures recrue du baseball en 1987, à sa première saison entière. Il mène la Ligue américaine pour les coups sûrs (207, à égalité avec Kirby Puckett) et les passages au bâton (725). Il se classe premier de la ligue pour les simples (151), 6e pour la moyenne au bâton (,323), 8e pour la moyenne de présence sur les buts (,399) et 9e pour les points marqués (105). Il ajoute 15 circuits et 83 points produits. Toutes ces statistiques sont, à l'exception des deux moyennes, les plus élevées de sa carrière pour une saison. Le 2 août face aux Red Sox de Boston, il égale un record de franchise et un record de la Ligue américaine avec 6 coups sûrs. Invité à la mi-saison à son premier match d'étoiles, Seitzer prend le 2e rang derrière Mark McGwire du vote de fin d'année désignant la recrue de l'année et termine 20e du vote déterminant le joueur par excellence de la saison.
Seitzer enchaîne avec une bonne saison 1988 où il frappe pour ,304 de moyenne au bâton, mais celle-ci est en chute libre au cours des années suivantes et Kansas City le libère de son contrat après une saison 1991 où il frappe pour ,265 en 85 matchs. Suivent quelques années difficiles : il évolue pour les Brewers de Milwaukee en 1992 et amorce 1993 chez les A's d'Oakland avant d'être libéré au cours de l'été et remis sous contrat par les Brewers. En 1994, il frappe pour ,314 en 80 matchs et se redevient le joueur régulier qu'il avait été à ses premières années. Il maintient une moyenne au bâton de ,311 et un pourcentage de présence sur les buts de ,395 en 1995 et honore une seconde sélection au match d'étoiles. 
En 1996, Seitzer connaît sa meilleure campagne depuis sa saison recrue 9 ans plus tôt. Il l'amorce à Milwaukee mais les Brewers l'échangent le 31 août, après 132 matchs joués, aux Indians de Cleveland pour le voltigeur Jeromy Burnitz. En 154 matchs au total, Seitzer réussit 187 coups sûrs, un record personnel de 35 doubles, 13 circuits, 78 points produits et affiche ses meilleures moyenne au bâton (,326) et moyenne de présence sur les buts (,416) en une année. Jouant en éliminatoires pour la première fois de sa carrière, il frappe pour ,294 avec 5 coups sûrs et 4 points produits en 4 matchs dans la Série de divisions contre Baltimore. Il met fin à sa carrière après avoir joué 1997 à Cleveland. Son dernier match est une présence en Série mondiale 1997, que les Indians perdent face aux Marlins de la Floride.
Kevin Seitzer a disputé 1 439 matchs dans les Ligues majeures. Sa moyenne au bâton s'élève à ,295 et sa moyenne de présence sur les buts à ,375 en 6 062 passages au bâton. Il compte 1 557 coups sûrs, dont 285 doubles, 35 triples et 74 circuits, 613 points produits, 739 points marqués et 80 buts volés.

## Carrière d'entraîneur

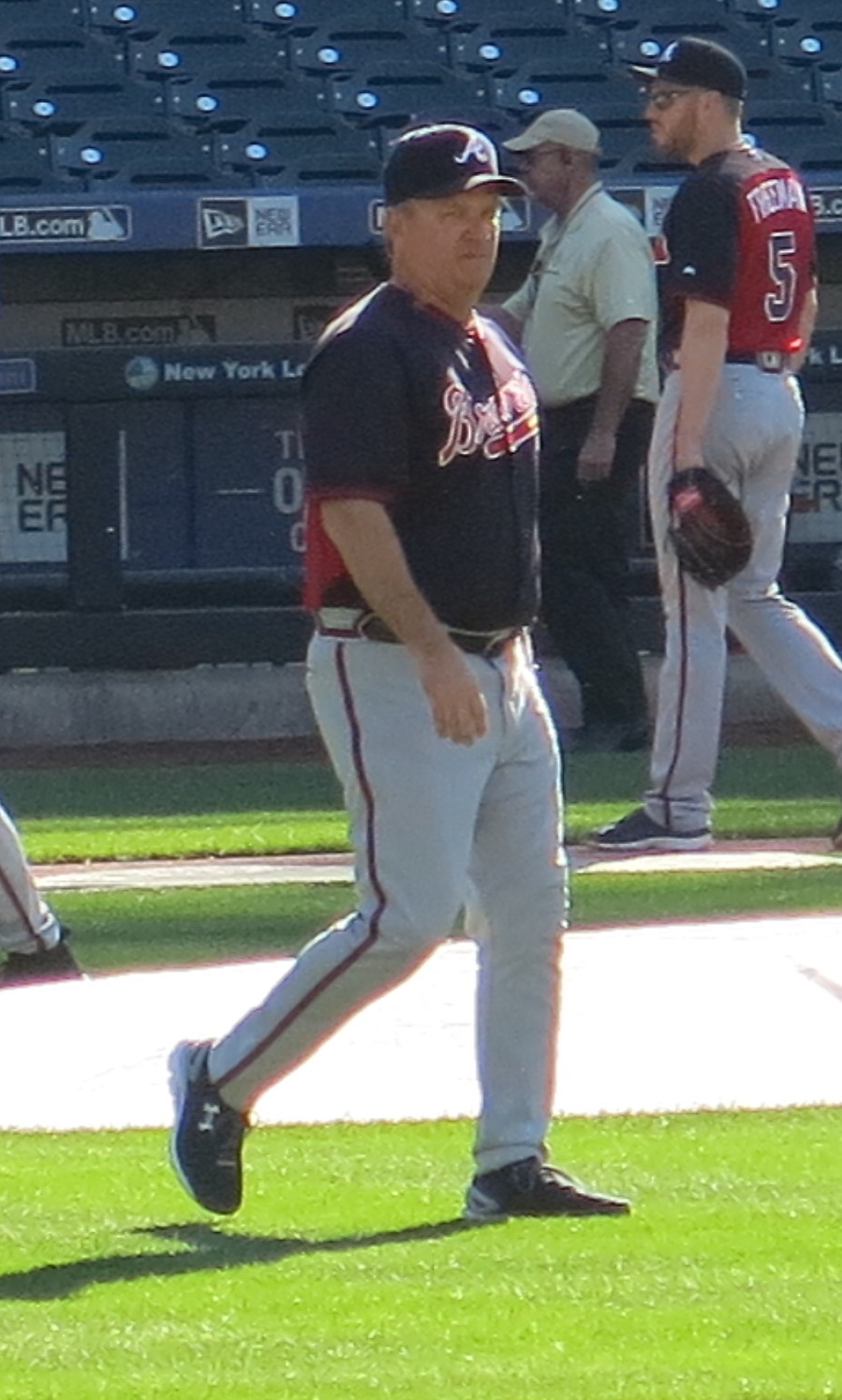
Kevin Seitzer en 2016 avec les Braves d'Atlanta.

En octobre 2006, Kevin Seitzer est engagé comme instructeur des frappeurs des Diamondbacks de l'Arizona. L'expérience est de courte durée : les Diamondbacks se classent 27e sur 30 clubs des majeures avec une moyenne au bâton collective de ,248 lorsque Seitzer est congédié et remplacé par Rick Schu le 11 juillet 2007.
En février 2009, Seitzer est rapatrié par son ancienne équipe, les Royals de Kansas City, cette fois dans le rôle d'instructeur des frappeurs. En 4 années dans ce rôle, les Royals ne connaissent que des saisons perdantes, pour une série de 9 consécutives. En offensive, ils se classent 12e, 6e, 10e et 13e de la Ligue américaine pour les points marqués. Malgré une moyenne au bâton collective de ,265 qui les place 7e sur 30 équipes des majeures à ce chapitre en 2012, les Royals sont néanmoins 20e pour les points marqués et ne renouvellent pas le contrat de Seitzer.
Le 31 octobre 2013, Kevin Seitzer devient le nouvel instructeur des frappeurs des Blue Jays de Toronto. Après une saison dans ce rôle, il rejoint en octobre 2014 les Braves d'Atlanta dans les mêmes capacités.

## Vie personnelle
Kevin Seitzer a 4 enfants, dont deux qui jouent au baseball professionnellement. Son fils Nick Graffeo a joué en ligues mineures dans l'organisation des Royals de Kansas City de 2010 à 2012. Cameron Seitzer est un choix de repêchage mis sous contrat par les Rays de Tampa Bay en 2011.
Kevin Seitzer opère un centre d'entraînement de baseball et de softball à Kansas City avec son ancien coéquipier des Royals Mike Macfarlane.